# Kempapura, Magadi
Kempapura là một làng thuộc tehsil Magadi, huyện Ramanagara, bang Karnataka, Ấn Độ.